# Sin piedad
Sin piedad (título original: The Jack Bull) es un western para la televisión del año 1999 dirigida por John Badham y protagonizada por John Cusack y John Goodman. Es una adaptación en clave de western de la novela Michael Kohlhaas de Heinrich von Kleist.

## Argumento
Todo comienza en el actual estado de Wyoming en 1885, cuando iba a incorporarse a los Estados Unidos en esa época. Myrl Redding es un comerciante de caballos que, debido a una serie de abusos por parte de un violento terrateniente, que está tiranizando el lugar, inicia una batalla legal para hacerle pagar lo que hizo.
Esos abusos ocurrieron, cuando el ranchero, cuyo nombre es Henry Ballard, obliga a Myrl a entregarle temporalmente dos valiosos caballos como pago temporal a cambio de pasar por sus tierras hasta que pague con su dinero el peaje de vuelta al lugar. Durante su ausencia los maltrata y maltrata además a uno de sus empleados, que dejó atrás para cuidar de ellos. Ante esto, Myrl recurre a la justicia y le denuncia. Sin embargo, el juez encargado del caso, Wilkins, deja a un lado su denuncia, porque es corrupto y está bajo control de Ballard. Adicionalmente le hostigan los hombres de Ballard por la denuncia hasta el punto de incluso causar la muerte de su mujer.
Ante esta situación el comerciante se ve obligado a iniciar su propia justicia en contra de Ballard, en la que consigue reclutar a mucha gente del lugar, que está furiosa por las actuaciones de Ballard, una acción que estremecerá al futuro estado de Wyoming y que también pondrá en juego su vida, ya que el gobernador del futuro estado está decidido a actuar contra él por sus acciones.

## Reparto
- John Cusack - Myrl Redding
- John Goodman - Juez Tolliver
- Miranda Otto - Cora Redding
- Rodney A. Grant - Billy Redwood
- John C. McGinley - Woody
- L.Q. Jones - Henry Ballard
- Ken Pogue - Juez Wilkins

## Recepción
La película fue producida por HBO y estrenada en los Estados Unidos el 17 de abril de 1999. Decine21 ve la película como un correcto film para televisión dirigido por John Badham, al cual considera competente. Según Esbilla, esta película es un sólido western moral, que traslada la novela Michael Kohlhaas de Heinrich von Kleist, publicada en Alemania en 1810, a la época de la incorporación de Wyoming como estado de la Unión. Finalmente, según Litolandia, la película es un buen drama y sin fantasmadas.

## Premios
- Premio OFTA (1999): Una Nominación
- Premio Young Artist (2000): Una Nominación